# 120324 Falusandrás
120324 Falusandrás è un asteroide della fascia principale. Scoperto nel 2004, presenta un'orbita caratterizzata da un semiasse maggiore pari a 2,5334685 UA e da un'eccentricità di 0,0568000, inclinata di 3,66261° rispetto all'eclittica.